# Gibbula umbilicaris
Gibbula umbilicaris is een slakkensoort uit de familie Trochidae. De wetenschappelijke naam van de soort werd in 1758 gepubliceerd door Carl Linnaeus in de tiende editie van Systema naturae als Trochus umbilicaris.